# أسد أباد (سميرم)
أسد أباد هي قرية في مقاطعة سميرم، إيران. يقدر عدد سكانها بـ 187 نسمة بحسب إحصاء 2016.